# Marius Francisco
Marius Théodule Francisco, né le 3 mai 1938 à Ouidah et mort le 26 novembre 2015 dans la même ville, est un homme politique et dirigeant sportif béninois. Premier ingénieur en informatique d'Afrique subsaharienne, il est ministre, député de la première législature de l’ère démocratique, président du Comité national olympique et sportif béninois (1982-2013), conférencier à l’Académie internationale olympique et acteur majeur du rapprochement entre l’Afrique et sa diaspora à travers le festival Ouidah 92.

## Origines et formation
Originaire de Ouidah, son patronyme « Francisco » provient de l’histoire de son ancêtre Wensavi, réduit en esclavage par Francisco Félix de Souza (dit Chacha). Lors de son baptême, l’ancêtre devint « Francisco ».
Il effectue sa scolarité à l’école primaire catholique Lèbou de Ouidah puis au collège catholique Père Aupiais de Cotonou. De 1958 à 1968, il étudie à la Faculté des sciences mathématiques de l’Université Cheikh-Anta-Diop de Dakar, dont il sort diplômé comme premier ingénieur en informatique d’Afrique subsaharienne.

## Engagement politique
Opposant au régime marxiste-léniniste du président Mathieu Kérékou, dans un contexte où l'opposition politique formelle est rendue impossible par la répression, on l'arrête en 1975.
En 1978, il est nommé directeur général de l’Office béninois de l’informatique (OBI) par le décret n° 1978-69 du 24 mars 1978, fonction qu’il occupe jusqu’en 1990. Il représente le Bénin à l’Institut africain de l’informatique (IAI), où il préside le conseil scientifique. Il reçoit dans les années 1980 le Mercure d’or international.
En février 1990, il participe à la Conférence nationale des forces vives de la nation béninoise (19-28 février) à Cotonou. Aussi, élu porte-parole, il siège au présidium. Il devient ensuite membre du Haut Conseil de la République (1990-1991).
En 1989, il fonde l’Union pour la liberté et le développement (ULD) et rejoint l’alliance UTR (Union pour le triomphe du renouveau). Élu député lors des élections législatives de 1991, il siège à l’Assemblée nationale durant la première législature de l’ère démocratique. On le nomme successivement ministre porte-parole du gouvernement puis ministre de la Culture et des Communications  sous la présidence de Nicéphore Soglo (1991-1995). C’est sous son mandat qu'organise le festival Ouidah 92, visant à renforcer les liens entre l’Afrique et sa diaspora. Il pilote notamment la mise en place du projet de la Route des esclaves et de la Porte du non-retour.
En avril 1995, il participe au colloque international « L’après-législatives 1995 », organisé à Ouidah par l’Initiative pour la Démocratie et le Développement en Afrique (IDEE), mouvement panafricaniste actif dans le domaine démocratique et culturel. Il figure dans la liste officielle des participants du rapport final.
De 2003 à 2008, il est 2ᵉ adjoint au maire de Ouidah.

## Engagement associatif et sportif
Il est président de la Fédération béninoise de handball (1981-1997) et du Comité national olympique et sportif béninois (1982-2013). Il est également conférencier à l’Académie internationale olympique.
En décembre 2016, l’auditorium du CNOSB est rebaptisé « Auditorium Marius Francisco ».

## Distinctions
- Mercure d’or international (années 1980)[4]
- Divers hommages posthumes, dont la dénomination de l’« Auditorium Marius Francisco »[12].